# Andover Newton Seminary at Yale Divinity School
L’Andover Newton Seminary at Yale Divinity School (anglais : Andover Newton Theological School) est un institut de théologie situé à New Haven dans le Connecticut aux États-Unis. Issue de la fusion en 1965 de l’Andover Theological Seminary, fondé en 1807, et de la Newton Theological Institution, elle est le plus ancien « grand séminaire » et la toute première graduate school américaine. Elle est affiliée à l'American Baptist Churches USA et à l'United Church of Christ. Elle est aussi membre du Boston Theological Institute. 

## Histoire
Andover Newton est le produit de la fusion en 1965 de deux écoles de théologie: l'Andover Theological Seminary et la Newton Theological Institution, bien que les deux institutions aient été résidentes du même campus à Newton Centre, Massachusetts depuis 1931. Andover Newton reprend la date de fondation (1807) de l'Andover Theological Seminary.

### Andover Theological Seminary
David Tappan qui détient la Hollis Chair of Divinity, meurt en 1803 et le président du Harvard College Joseph Willard décède à son tour en 1804, le membre du Conseil de surveillance du College, Jedidiah Morse, demande que leurs remplaçants soient recrutés parmi les calvinistes orthodoxes. Ce qui fâche les libéraux dont l'inclination est plutôt unitarienne. Après une lutte acharnée, c'est l'unitarien Henry Ware qui est élu. Cet événement marque un tournant au Harvard College jusqu'alors conservateur et tenant de l'orthodoxie calviniste, vers le libéralisme et l'unitarisme. Jedidiah Morse, Samuel Spring et quelques autres fondent, en 1807, l'Andover Theological Seminary comme alternative orthodoxe à la chaire de théologie Hollis de la Harvard School.
La nouvelle école construit une série de bâtiments de style fédéral à proximité de la Phillips Academy à Andover dans le Massachusetts, qui vont être occupés durant son premier siècle d'existence. La plupart des constructions du Seminary existent toujours et font aujourd'hui partie du cœur historique du campus de la Phillips Academy)

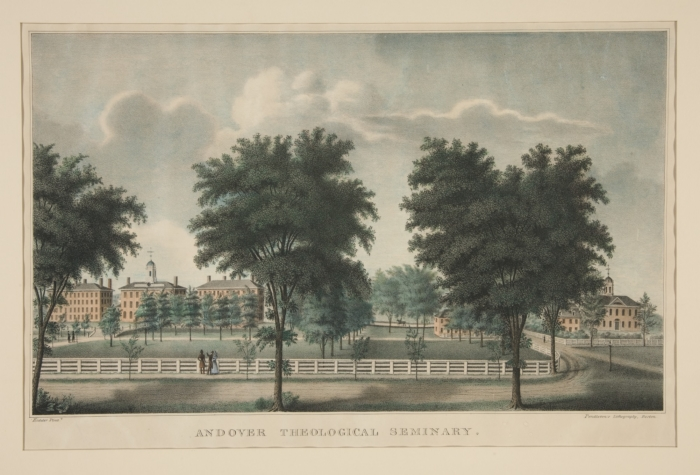
L'Andover Theological Seminary vers 1815.

Avant la fondation d'Andover, les membres du clergé protestant américain étaient formés dans des undergraduate colleges, puis apprenaient leur profession en étudiant auprès d'un ministre du culte en exercice. Le nouveau séminaire est le premier à proposer des études postgrades sous l'égide de professeurs résidents. Le programme était établi sur trois années et comportait quatre sujets: la Bible, l'histoire ecclésiastique, la doctrine théologique et la pratique des arts du ministère.
En 1908, la Harvard Divinity School et Andover tentent une réconciliation et pour une période de dix-huit années partagent le campus de Harvard à Cambridge, Massachusetts. Le séminaire y installe sa faculté et sa bibliothèque, construit un grand bâtiment de style néogothique et établit un plan formel de fusion avec Harvard. Cependant la Massachusetts Supreme Judicial Court n'autorise pas cette alliance. Bien que la décision de la cour ait été ultérieurement inversée, Andover part s'installer sur le campus de la Newton Theological Institution en 1931. La bibliothèque de l'Andover Seminary reste par contre sur le campus de Harvard, où elle fusionne avec la collection de la Harvard Divinity School et est rebaptisée d'Andover-Harvard Theological Library.
Plus tard, Harvard rachète l'ensemble de la propriété du séminaire à Cambridge, connu sous le nom d'« Andover Hall », et qui abrite désormais la plus grande partie de la Harvard Divinity School. Bien que le plan de fusion avec Harvard n'ait jamais abouti, les deux écoles sont restées vaguement affiliées. Les étudiants, les chercheurs et les professeurs d'Andover Newton ont accès au complexe de bibliothèques du Harvard College et les étudiants peuvent s'inscrire à des cours de l'université de Harvard.

### Newton Theological Institution

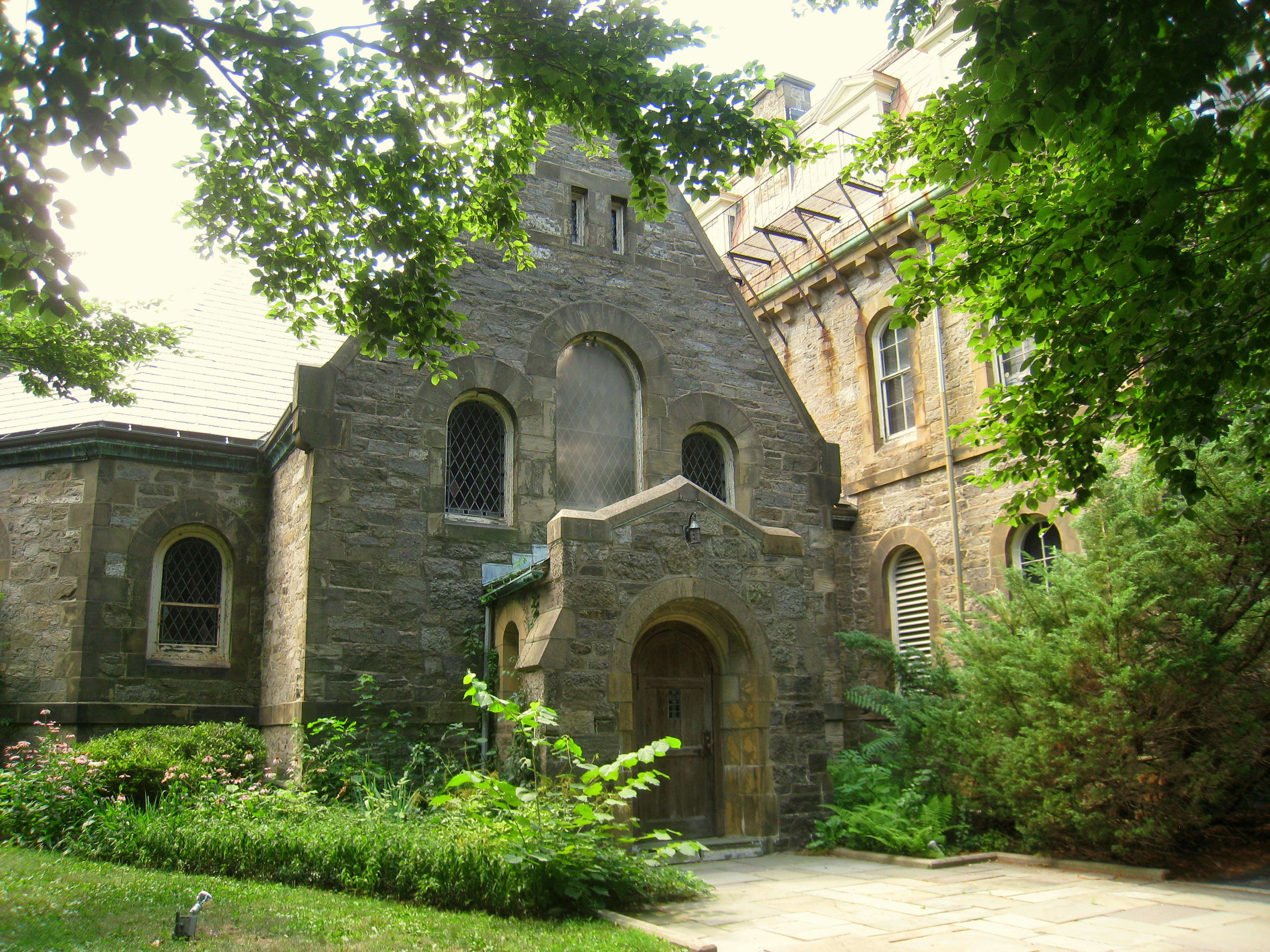
La « Colby Chapel ».

La Newton Theological Institution, formellement baptiste, s'installe, en 1825, sur une propriété d'une trentaine d'hectares à Newton Centre une subdivision administrative de Newton,. Ses fondateurs sont Joseph Grafton, Lucius Bolles, Daniel Sharp, Jonathan Going, Bela Jacobs, Ebenezer Nelson, Francis Wayland, Henry Jackson, Ensign Lincoln, Jonathan Bacheller et Nathaniel R. Cobb.
L'un des généreux bienfaiteurs et trésorier de la Newton Theological Institution fut Gardner Colby, un industriel de Boston resident à Newton Centre près du campus. « Colby Hall » et « Colby Chapel » sur le campus d'Andover Newton ont été ainsi nommés en son honneur. Colby contribua également à d'autres institutions baptiste de Nouvelle-Angleterre, comme la Brown University et le Colby College à Waterville (Maine).
Les installations du campus de Newton Centre se sont étendues à plusieurs reprises. Spécialement lors d'un boum des inscriptions dans les années 1950 et 60. La dernière adjonction est la « Wilson Chapel », une interprétation moderne des traditionnelles meetinghouses de Nouvelle-Angleterre, construite pour célébrer le bicentenaire de 2007.

### Andover Newton Theological School
Andover et Newton fusionnent officiellement en 1965, créant l'Andover Newton Theological School. Au XXIe siècle un nouveau campus voit le jour, sur ce que les bostoniens nomment « the Hill » ou « Academy Hill », celui du Hebrew College, dessiné par l'architecte Moshe Safdie. Andover Newton et l'Hebrew College collaborent sur un certain nombre de programmes interconfessionnels et leurs élèves peuvent s'inscrire à des cours donnés dans l'une ou l'autre des deux institutions.
En 2010, Andover Newton et la Meadville Lombard Theological School, un séminaire basé à Chicago affilié à l'Unitarian Universalist Association, annoncent leur projet de créer un « nouveau style d'institution universitaire » sur le campus de Newton Centre, basé sur un modèle inter religieux d'enseignement théologique. Meadville se séparerait de son campus de Chicago et deviendrait la division « unitarienne » de la nouvelle institution, Andover Newton devenant sa composante « chrétienne ». Les deux institutions renoncèrent à ce projet en avril 2011, mentionnant des obstacles financiers et directoriaux.

### Andover Newton Seminary at Yale Divinity School
En 2015, l'école a annoncé qu'elle vendrait son campus de Newton (Massachusetts). En 2017, elle s’est associée à la Yale Divinity School et est devenue le Andover Newton Seminary at Yale Divinity School